# Dziurawiec czteroboczny
Dziurawiec czteroboczny, dziurawiec czterograniasty (Hypericum maculatum Crantz) – gatunek rośliny wieloletniej z rodziny dziurawcowatych. Jest szeroko rozprzestrzeniony w Europie na wschodzie sięgając po środkową Syberię. W Polsce jest pospolity na terenie całego kraju, zarówno na niżu, jak i w górach.

## Morfologia

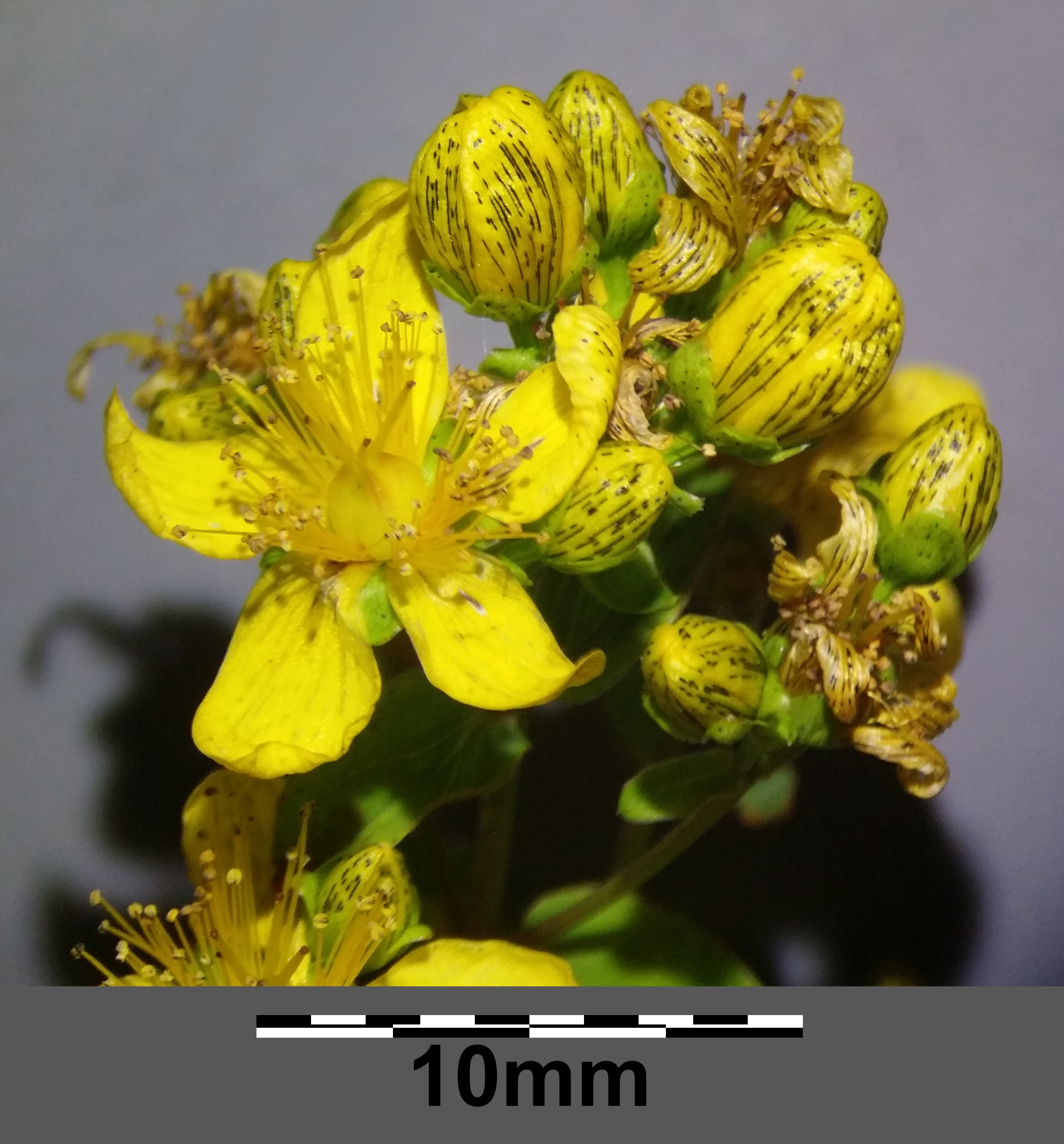
Kwiatostan

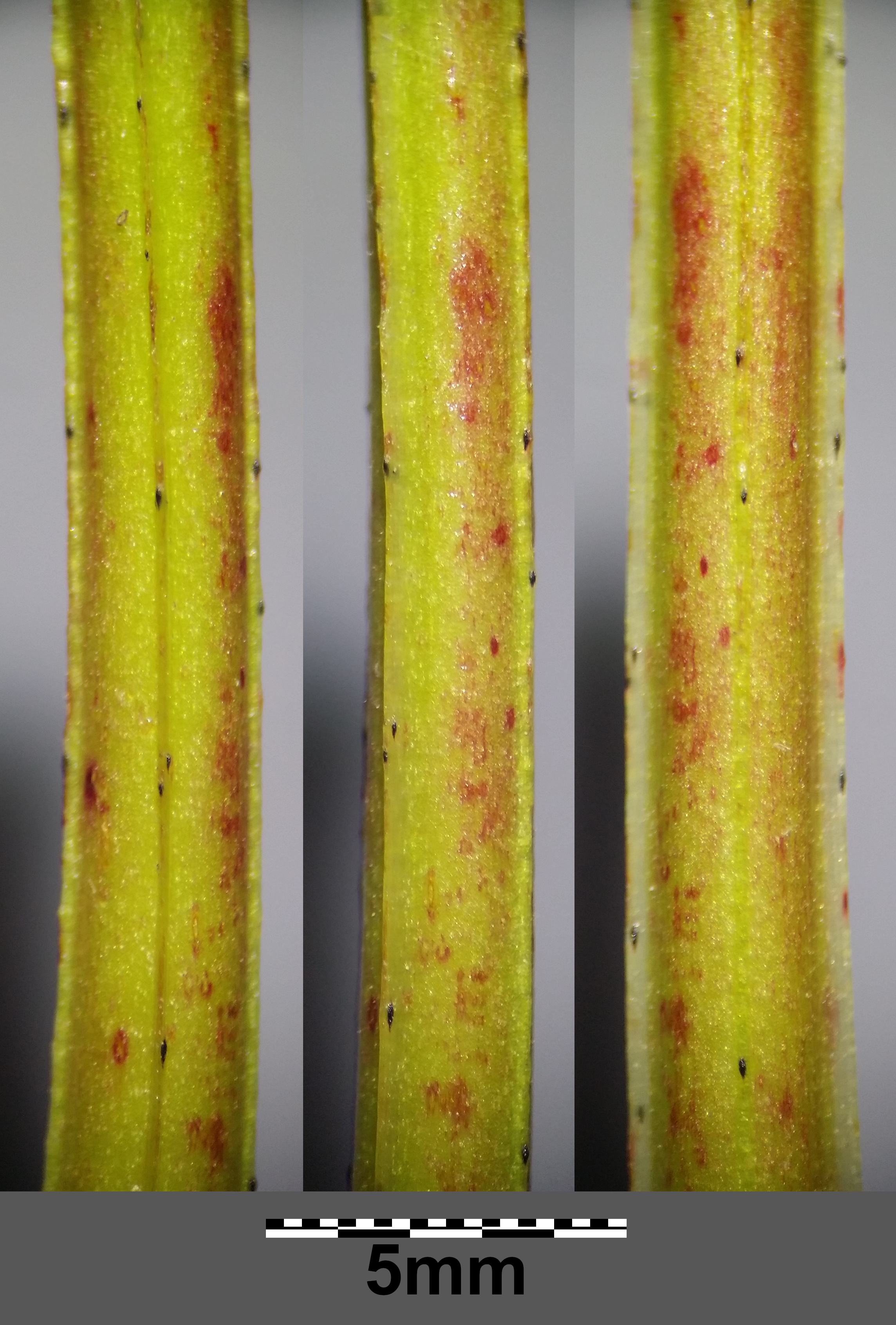
Łodyga

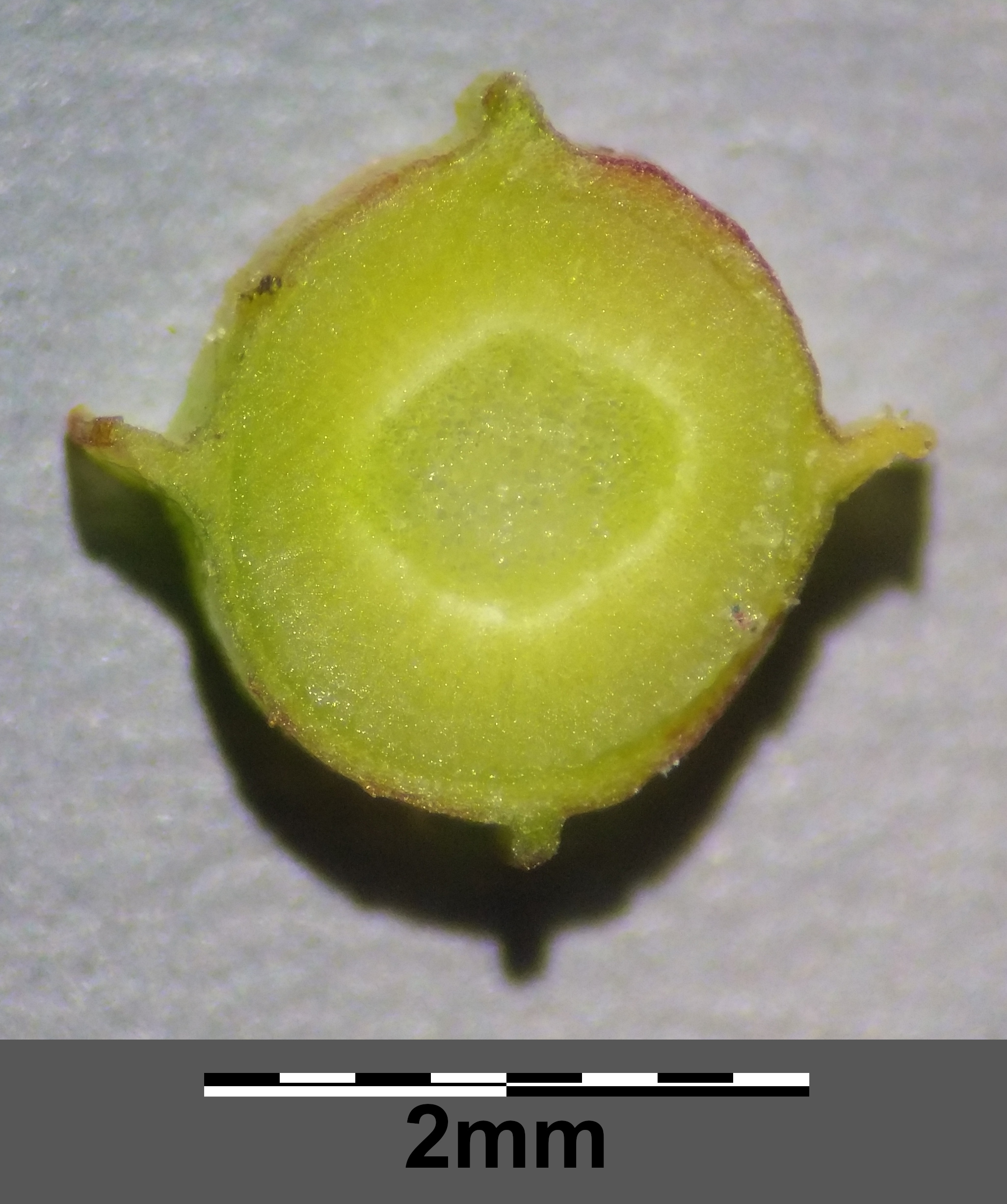
Przekrój łodygi

ŁodygaWzniesiona o wysokości od 20 do 60 cm, naga, czterokanciasta, nieznacznie rozgałęziona w górze, pozbawiona skrzydełek.
LiścieEliptyczne bądź jajowate, tępe bądź zaokrąglone, prawie siedzące i nieregularnie punktowane.
KwiatyBarwy złotożółtej, o średnicy 1,5–2,5 cm, zebrane w gęsty, szczytowy kwiatostan, pięciokrotne, promieniste. Płatki korony eliptyczne, czarno punktowane na brzegach. Działki kielicha szerokoeliptyczne bądź owalne, zaokrąglone na szczycie, całobrzegie, gruczołowato punktowane, 3–4 razy krótsze od płatków korony.
OwocJajowata torebka.

## Biologia i ekologia
Bylina, kwitnie w lipcu i sierpniu. Zasiedla suche łąki, murawy, polany, przydroża, świetliste lasy i zarośla.

## Zastosowanie
Roślina lecznicza o właściwościach podobnych do dziurawca zwyczajnego.